# Kadheryna 2

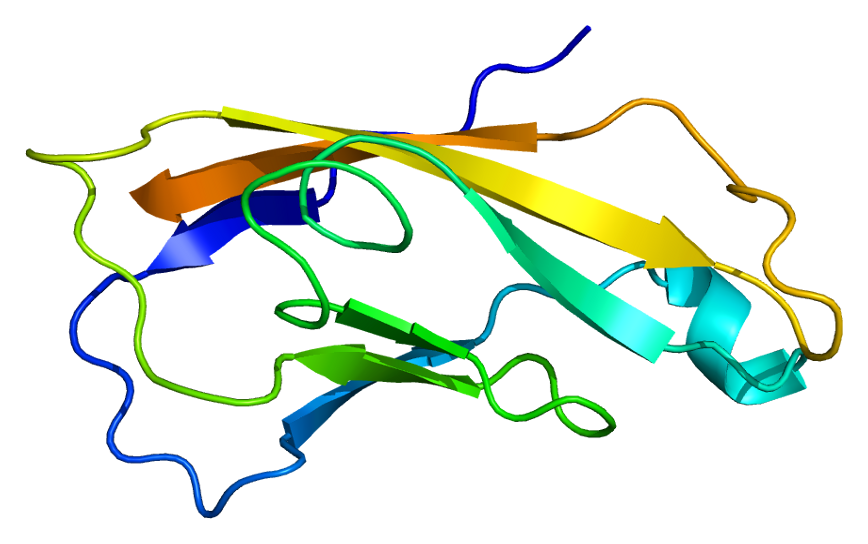
Struktura kadheryny N

Kadheryna 2 (CDH2), znana także jako kadheryna neuronalna (NCAD), N-kadheryna – białko kodowane u człowieka przez gen CDH2. CDH2 jest również znana jako CD325 (antygen różnicowania komórkowego 325).

## Funkcja
Kadheryna 2 należy do grupy klasycznych kadheryn. Kadheryna 2 jest zależną od jonów wapniowych glikoproteiną adhezyjną. Jej część zewnątrzkomórkowa składa się pięciu powtórzonych domen. Poza częścią zewnątrzkomórkową posiada część przezbłonową i ogon cytoplazmatyczny. Bierze udział w gastrulacji i wytworzeniu symetrii bilateralnej. Ponadto jest niezbędna do właściwego funkcjonowania synaps chemicznych w ośrodkowym układzie nerwowym oraz adhezji komórek presynaptycznych do postsynaptycznych.
Kadheryna N wraz z kateninami odgrywa kluczową rolę w procesie uczenia się i zapamiętywania.

## Rola w tworzeniu przerzutów nowotworowych
Kadheryna N jest wykrywana na powierzchni komórek nowotworowych, wpływając na ich migrację przez śródbłonek naczyniowy. Kiedy komórki nowotworowe ulegają adhezji do komórek śródbłonka, dochodzi do zwiększenia jej ekspresji poprzez szlak kinazy src, która fosforyluje β-kateninę przyłączoną do kadheryny N i kadheryny E. Dochodzi do zaburzenia interakcji międzykomórkowych pomiędzy dwoma sąsiadującymi komórki śródbłonka, zaburzając jego integrację i ułatwiając przejście komórkom nowotworowym.

## Interakcje
CDH2 bierze udział w interakcjach białko-białko z β-kateniną, plakoglobiną, kateniną (białko związane z kadheryną), α1, CTNND1, LRRC7, CDH11, i fosfatazy receptorowe (RPTPs) typu IIb w tym PTPmu (PTPRM) i PTPrho (PTPRT).